# Banca del Sud
La Banca del Sud, (in spagnolo Banco del Sur ed in portoghese Banco do Sul) è un fondo monetario, banca di sviluppo e un'organizzazione di prestito proposta dal presidente del Venezuela Hugo Chávez. Fino ad ora, oltre al Venezuela, hanno aderito al progetto Argentina, Brasile, Bolivia, Ecuador, Paraguay e Uruguay. Il Cile partecipa come osservatore. La Colombia ha richiesto l'adesione il 12 ottobre del 2007 tramite il suo presidente ma alla fine di novembre ha desistito riguardo alla sua incorporazione. L'accordo per fondarla fu firmato da Argentina, Brasile, Bolivia, Ecuador, Paraguay, Uruguay e Venezuela il 9 dicembre 2007 e creata dai medesimi il 26 settembre 2009 con un capitale di 20.000 milioni di dollari.
Argentina, Venezuela e Brasile hanno versato 4.000 milioni di dollari, mentre Uruguay, Ecuador, Paraguay e Bolivia hanno contribuito con importi minori. La banca dovrebbe essere operativa dall'aprile 2013.
Essa agirà come una banca di sviluppo per finanziare opere infrastrutturali e appoggiare le imprese pubbliche e private dei paesi firmatari.
Il progetto è stato appoggiato dal Premio Nobel per l'economia (2001), ed ex economista della Banca Mondiale, Joseph Stiglitz, che ha dichiarato:
(Joseph Stiglitz.)